# Auferstehungskirche (Speyer)
Die Auferstehungskirche ist eine für die damalige Protestantische Kirchengemeinde Heilig Geist in Speyer-Süd in den Jahren 2001/02 errichtete Kirche.

## Kirche
Die Kirche wurde in Ergänzung zu dem bestehenden Gemeindezentrum Am Rengraben 2 g gebaut, mit dem es durch ein Foyer aus Sichtbetonelementen verbunden ist. 
Das Büro Sander Hofrichter Architekten schuf auf einem viereckigen geglätteten Betonboden einen quaderförmigen Baukörper, indem er auf zwei Reihen runder Sichtbetonstützen ein schlichtes weißes Flachdach setzte und die Wände in semitransparentem Profilglas ausführte. Mit dem lichtdurchfluteten Raum setzt sie sich von der nach Ansicht der Architekten introvertierten Erhabenheit alter Kirchen bewusst ab. Für die Bestuhlung wählten die Entwerfer helles Holz mit roten Sitzkissen. Auch der Altar und eine hinter dem Altar aufgestellte Wand mit einer kreuzförmigen Aussparung und die Türen wurden in hellem Holz gefertigt. 
Die Baukosten des 240 m² großen Gebäudes betrugen 440.000 Euro.
Mit dem Projekt nahm das Architektenbüro an der 9. Architektur-Biennale Venedig 2004 teil.

## Gemeinde
Die ehemalige Pfarrei Speyer-Ost feierte seit 1975 ihre Gottesdienste im Gemeindezentrum Heilig Geist. Seit Pfingsten 2002 die neue Kirche als Auferstehungskirche in Betrieb genommen wurde, heißt die Gemeinde nach ihrer Kirche.